# Orsós (település)
Orsós (szlovákul: Oľšavce) község Szlovákiában, az Eperjesi kerület Bártfai járásában.

## Fekvése
Bártfától 14 km-re délkeletre, a Szekcső-patak és a Tapoly között fekszik.

## Története
1383-ban említik először. A 14.-16. század folyamán írott forrásokban „Olsou”, „Olsolch”, „Orsocz” néven szerepelt. 1600-ban 7 ház állt a faluban.
A 18. század végén Vályi András így ír róla: „ORSÓCZ. Orsovcze. Tót falu Sáros Várm. földes Urai több Urak, lakosai külömbfélék, fekszik Kapronczához közel, mellynek filiája, földgyeinek fele termékeny, réttyei jók, legelője elég, fája van mind a’ két féle.”
Fényes Elek 1851-ben kiadott geográfiai szótárában így ír a faluról: „Orsócz, tót falu, Sáros vmegyében, Kapronczához 1 órányira: 70 kath., 101 evang., 15 zsidó lak. F. u. többen. Ut. p. Eperjes.”
A trianoni diktátum előtt Sáros vármegye Girálti járásához tartozott.

## Népessége
| Év:            | 1994. | 2004.   | 2014.   | 2024.    |
| -------------- | ----- | ------- | ------- | -------- |
| Emberek száma: | 171   | 166     | 181     | 159      |
| Eltérés:       |       | -2,92 % | +9,03 % | -12,15 % |

| Év:            | 2023. | 2024.   |
| -------------- | ----- | ------- |
| Emberek száma: | 158   | 159     |
| Eltérés:       |       | +0,63 % |

1910-ben 165, túlnyomórészt szlovák lakosa volt.
2001-ben 172 lakosából 171 szlovák volt.
2011-ben 176 lakosából 169 szlovák.

## Külső hivatkozások
- Községinfó
- Orsós Szlovákia térképén
- E-obce.sk[halott link]